# Zamek w Golubiu
Zamek w Golubiu – czteroskrzydłowy konwentualny zamek krzyżacki z przełomu XIII i XIV wieku, wzniesiony na wzgórzu górującym nad miastem, obecnie w granicach miasta Golub-Dobrzyń; zachowany w stylu gotycko-renesansowym, należał do starostwa golubskiego w 1664 roku.

## Historia
W 1258 roku vila Golube została nadana biskupowi włocławskiemu Wolimirowi. Do końca XIII wieku znajdował się tu drewniany gród strzegący przeprawy przez Drwęcę, który w 1293 roku na drodze wymiany pomiędzy biskupstwem włocławskim a Zakonem znalazł się w granicach państwa zakonnego.

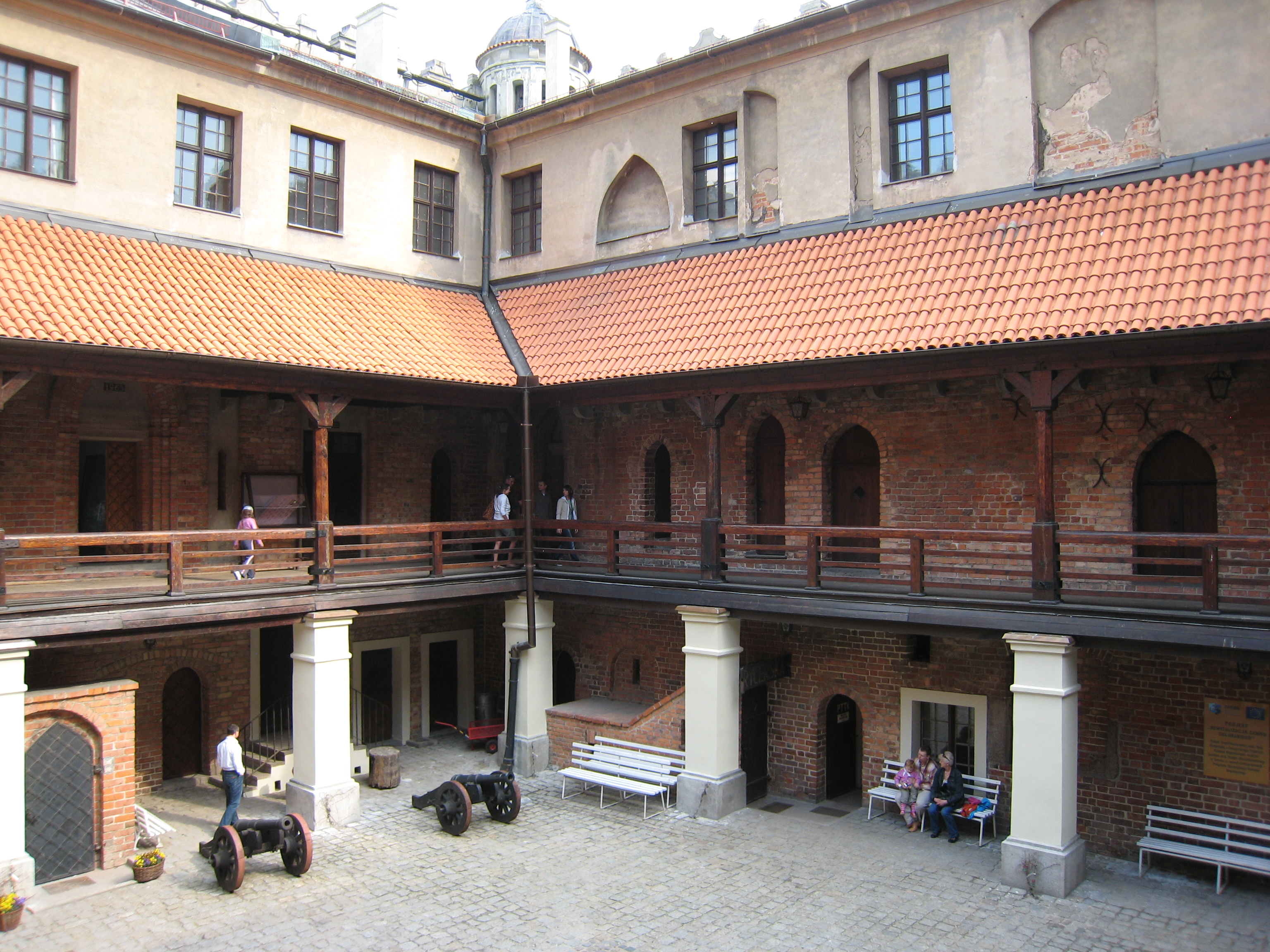
Dziedziniec i krużganki

Zamek murowany rozpoczęto budować między latami 1304–1306 z inicjatywy pruskiego mistrza krajowego Konrada Sacka. W pierwszym etapie wymurowano kurtynę obwodową z cegły w wątku wendyjskim i zakończono ją poniżej poziomu przyszłego ganku, tymczasowo wieńcząc krenelażem. W kolejnym etapie dostawiono skrzydło południowe (główne), w którym mieściła się kaplica św. Krzyża z ozdobnym portalem i refektarz (uważany dawniej błędnie za kapitularz). Następnie wzniesiono skrzydło zachodnie i rozpoczęto od strony północno-zachodniego narożnika wznosić wieżę główną na planie kwadratu, ale podczas prac zrezygnowano z jej budowy. W kolejnym etapie wzniesiono skrzydło wschodnie i północne, które różnią się od poprzednich stylistyką oraz były nieco niższe. Zamek w latach 1329–1333 trzykrotnie (i bezskutecznie) próbował zdobyć Władysław Łokietek. Do kaplicy przylegały dwie cele pokutne, oraz refektarz i infirmeria. Komtur zajmował skrzydło zachodnie, a skrzydło wschodnie przeznaczono na dormitorium braci zakonnych. Piwnice i pomieszczenia parteru pełniły zazwyczaj głównie funkcje gospodarcze i magazynowe, a strychy mieściły magazyny-spichrze. Od północy przystawiono do ściany zamku gdanisko ustępowe wsparte na arkadzie, dostępne korytarzem z krużganka. Zamiast wieży głównej w narożu, której budowę zarzucono, zbudowano cylindryczną basztę wieżową, która byłą przystosowana do użycia broni palnej. Wkrótce system obronny zamku dostosowano jeszcze bardziej do prowadzenia obrony za pomocą broni palnej i w tym celu wybudowano drugą cylindryczną wieżę od strony przedzamcza (obecnie nieistniejącą). W połowie XIV wieku na wschód od zamku zbudowano warowne przedzamcze z wieżami i basztami, które mieściło stajnie, stodoły, spichlerze. W latach 1409–1411 zebrała się tu część wojsk zakonnych idących na Grunwald. Tutejszy komtur Nicolaus Roder był jednym z dwustu braci rycerzy poległych podczas bitwy. W 1410 roku zamek został zajęty przez rycerstwo polskie i przekazany przez króla Władysława Jagiełłę w zarząd rycerzowi Niemście ze Szczytnik. Jednak wkrótce zamek został zajęty przez wspomagające Krzyżaków oddziały Zakonu Kawalerów Mieczowych, co spotkało się kontrakcją oddziałów polskich, które jesienią 1410 roku pod wodzą starosty bydgoskiego Dobiesława Puchały herbu Wieniawa pobiły pod zamkiem w bitwie przeważające liczebnie wojska inflanckie. Po podpisaniu I pokoju toruńskiego w 1411 roku zamek zwrócono Krzyżakom.
Podczas wojny golubskiej w 1422 roku wojska polskie po ostrzale artyleryjskim z 14 dział rozpoczętym 20 sierpnia zdobyły miasto, a następnie 26 sierpnia zdobyto szturmem zamek; w trakcie szturmu śmierć poniósł komtur. W wyniku ostrzału artyleryjskiego wojsk Jagiełły zamek był poważnie uszkodzony. Po jego odzyskaniu przez Krzyżaków więziono w nim dwóch polskich jeńców, którzy jednak zbiegli z zamku, o czym wiadomo z listu komtura toruńskiego z lata 1423 roku. Zamek po zniszczeniach był odbudowywany jeszcze w latach 1433–1449.

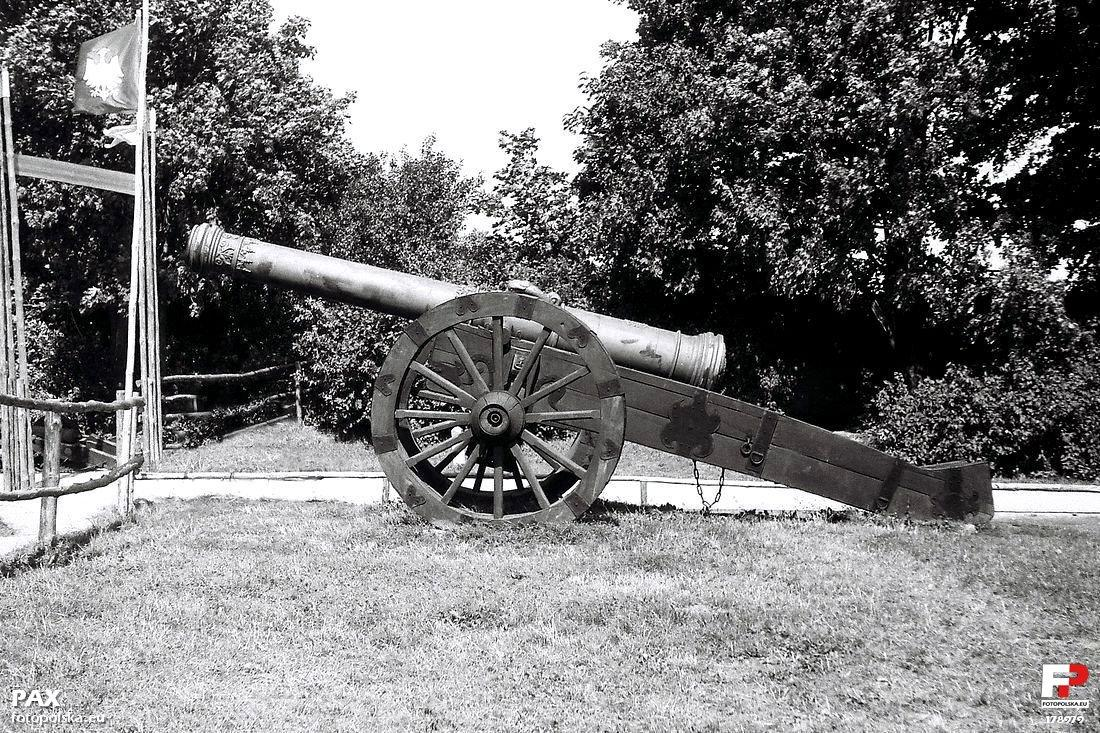
Kolubryna z filmu Potop stojąca na zamku w Golubiu

Po wybuchu wojny trzynastoletniej w 1454 roku zamek opanowały działające w porozumieniu z Polską siły Związku Pruskiego, po czym król Kazimierz Jagiellończyk we wrześniu 1455 roku oddał go w dzierżawę swojemu dworzaninowi Grotowi z Ostrowa, a obsadził go wynajęty przez króla czeski najemnik Wilhelm Jenik z Mieczykowej, który otrzymał od króla starostwo w Golubiu. W 1456 roku zamek otrzymał za zasługi od króla Ulryk Czerwonka (Oldrzych Czerwonka). W dniu 19 września 1460 roku zamek obległy najemne wojska krzyżackie pod dowództwem Bernarda Szumborskiego, jednak polska załoga zamku, którą dowodził Andrzej Puszkarz, zdołała odeprzeć atak. Krzyżacy zajęli miasto Golub, ale zamku nie mogli zdobyć przez dwa lata. Po uwolnieniu z czeskiego więzienia, miasto odbił Czerwonka w październiku 1462 roku. Po zakończeniu wojny na podstawie II pokoju toruńskiego z 1466 roku włączono go do Królestwa Polskiego przeznaczając go na siedzibę starosty, którym został Ulryk Czerwonka.
W 1511 roku na polecenie Zygmunta Starego zamek został wyremontowany.
W latach 1616–1623 przebudowany na polecenie siostry króla Zygmunta III Wazy królewny Anny Wazówny, która objęła starostwo golubskie – dodano wtedy m.in. późnorenesansowe attyki, budynek na przedbramiu, zmieniono kształt okien i dodano wieżyczki w narożach. Tutaj po raz pierwszy wyhodowano w Polsce tytoń, który sprowadzono z Turcji. W 1623 roku w Golubiu przebywał król Zygmunt III Waza. Zniszczony w 1655 roku w czasie wojen szwedzkich. Na początku XVIII wieku wyremontowano wnętrza. W czasie wojen napoleońskich w zamku mieścił się lazaret. Uszkodzony w 1842 roku oraz w 1867, gdy huraganowy wiatr zawalił częściowo attyki. W 1920 roku władze polskie urządziły w zamku muzeum. W 1937 roku wyremontowano dach i kilka pomieszczeń.
Po wojnie pierwsze prace zabezpieczające przeprowadzono w latach 1947–1953. Odbudowany i odrestaurowany w latach 1959–1966 oraz w trakcie kolejnych prac adaptacyjnych po roku 2006.

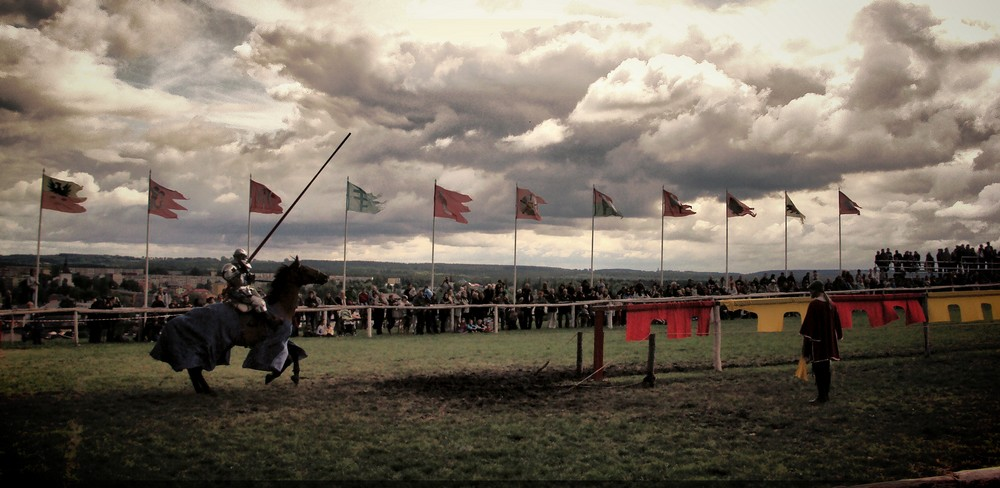
Turniej rycerski na golubskim zamku

W 1977 roku na zamku odbyła się jedna z pierwszych w Polsce rekonstrukcji historycznych – zainscenizowano tam turniej rycerski. Obecnie mieści się tu muzeum, hotel i restauracja. 
15 lipca 2011 roku na dziedzińcu zamku odbyło się monumentalne kilkugodzinne widowisko teatralno-muzyczne Teatru Tworzenia zatytułowane "Zamek Dźwięku". Wystąpili między innymi z obszaru sztki: Xavier Bayle, Łukasz Wodyński, Leszek Goldyszewicz, Jacek Kamiński; muzyki: Jorgos Skolias, Sławomir Ciesielski, Bogusław Raatz, Robert Bielak, Tim Sanford, Jarosław Pijarowski. Całość została przygotowana i wyreżyserowana przez J.Pijarowskiego. 

## Legenda
Według legend w czasie wojen polsko-szwedzkich golubski zamek posiadał tajemne, podziemne przejście pod Drwęcą do zamku w Radzikach Dużych. Gdy Szwedzi zajęli Golub, mieszkańcy miasta uciekli tędy przed najeźdźcami, którym drogę odciął potężny kamień, który wpadł w nurt rzeki i załamał sklepienie tunelu. Głaz do dzisiaj można oglądać w nurcie Drwęcy.